# Grünhainichen
Grünhainichen – miejscowość i gmina w Niemczech, w kraju związkowym Saksonia, w powiecie Erzgebirgskreis, siedziba związku gmin Wildenstein. Do 29 lutego 2012 w okręgu administracyjnym Chemnitz.
1 stycznia 2015 do gminy przyłączono gminę Borstendorf, która stała się automatycznie jej dzielnicą.